# 無心性覚
無心性覚（むしん しょうかく、1613年（万暦41年） - 1671年（寛文11年））は、中国・明末清初に日本に渡来した僧である。無心は号、性覚は諱である。福建省福州府福清県の出身。

## 生涯
幼い時に、支提山にて出家する。
1648年（慶安元年）か来日し、興福寺に住した。
1649年（慶安2年）4月、崇福寺の住持であった百拙如理が没したため、後任の住持に関して相談を受けた。無心は、中国で交友があった也嬾性圭を推した。これによって、也嬾の来日の手はずが整えられ、実際、也嬾は廈門より出帆するも、暴風雨によって没してしまった。
その後、逸然性融の求めに対し、無心は、也嬾の師である隠元隆琦の招致を求めた。
隠元が渡来すると、無心は、隠元に随従して摂津の普門寺、さらには黄檗山萬福寺の開創にも同行した。その後も隠元に付き従い、萬福寺の知蔵・監院などの役職を歴任し、授戒会の引請阿闍梨などを務めた。
1671年（寛文11年）1月に没した。享年59。